# Geoparque de Granada
El Geoparque Mundial de la Unesco de Granada es un espacio de la red de geoparques de la Unesco, situado en el sureste de España, en la provincia de Granada, con una extensión de 4.722 km² a lo largo de la comarcas de Guadix, Baza y Huéscar. Fue incluido en la Red de Geoparques Europeos el 10 de julio de 2020 junto a la readmisión del Parque Cultural del Maestrazgo en Teruel.
La zona se caracteriza por su riqueza geológica, geomorfológica y paleontológica Cuaternaria, época que contaba con la existencia de un río y un lago. La posterior erosión de los sedimentos cuaternarios creó los paisajes particulares del geoparque caracterizado por valles, depresiones u "hoyas", como son conocidas localmente. La zona también es conocida por las viviendas cueva habitadas desde la Edad Media además de por  una abundancia de espacios arqueológicos que muestran la riqueza patrimonial histórica, artística y cultural, incluyendo 72 Lugares de Interés Geológico (LIGS).

## Origen
Los promotores de la candidatura de la Unesco fueron: la Diputación de Granada, el Grupo de Desarrollo Rural de Guadix, el Grupo de Desarrollo Rural Altiplano de Granada, el Instituto Geológico y Minero de España y la Asociación para la promoción económica de Los Montes.
El proceso para lograr la inclusión en la Red de Geoparques incluyó tres etapas:
Inventario y sensibilización 2002-2007
El proceso se inició en 2002 con un inventario y plan de utilización turística de los georrecursos culturales de la zona actual del geoparque, además de iniciar actividades de sensibilización formación y divulgación. 
Colaboración y divulgación 2008-2016
La siguiente fase entre 2008 y 2016 incluyó los proyectos de colaboración entre los distintos grupos de desarrollo rural del ámbito de geoparque. También se pusieron en marcha actividades divulgativas, educativas y de promoción turística.
Presentación de la candidatura 2017-2020
Finalmente desde 2017 se inició la preparación de la candidatura oficial ante Unesco y la colaboración con siete geoparques españoles.

## Situación
El Geoparque de Granada se extiende por cuarenta y siete municipios en el noroeste de la provincia de Granada en la mayor parte de las comarcas de Huéscar, Baza y Guadix incluyendo los siguientes municipios:
- Alamedilla
- Albuñán
- Aldeire
- Alicún de Ortega
- Alquife
- Bácor-Olivar (ELA Mun. Guadix)
- Baza
- Beas de Guadix
- Benalúa
- Benamaurel
- Caniles
- Castilléjar
- Castril
- Cogollos de Guadix
- Cortes de Baza
- Cortes y Graena
- Cuevas del Campo
- Cúllar
- Darro
- Dehesas de Guadix
- Diezma
- Dólar
- Ferreira
- Fonelas
- Freila
- Galera
- Gobernador
- Gor
- Gorafe
- Guadix
- Huélago
- Huéneja
- Huéscar
- Jérez del Marquesado
- La Calahorra
- Lanteira
- Lugros
- Marchal
- Morelábor
- Orce
- Pedro Martínez
- La Peza
- Polícar
- Puebla de Don Fadrique
- Purullena
- Valle del Zalabí
- Villanueva de las Torres
- Zújar

## Centros de divulgación e interés geológico

### Centros de divulgación
Dentro del Geoparque de Granada se encuentra una red de centros de divulgación:
- Yacimiento del Castillo de Castril
- Centro de interpretación de las Cuevas (Guadix)
- Yacimiento Necrópolis de Tútugi (Galera)
- Centro de recepción de visitantes y Ecomuseo de Castilléjar
- Museo Arqueológico-Etnográfico de Puebla de Don Fadrique
- Museo Arqueológico de Galera
- Hábitat Troglodita Almagruz (Purullena)
- Yacimiento del Castellón Alto (Galera)
- Museo Arqueológico Municipal de Baza
- Centro de Interpretación de los Yacimientos Arqueológicos – Ciya (Baza)
- Parque Megalítico y Centro de interpretación del Megalitismo de Gorafe
- Centro de Interpretación Primeros Pobladores de Europa “Josep Gibert” (Orce)
- Estación paleontológica Valle del Río Fardes (Fonelas)

### Puntos de interés Geológico
1. Valle del río Guardal
2. Falla de Baza (Barranco Gallego)
3. Sismitas de Galera y Castilléjar
4. Peña de Castril
5. Yacimiento paleontológico Fuente Nueva-3
6. Baldíos de Castilléjar y Galera
7. Serie miocena del cerro Molicies (La Peza)
8. Transición marino-continental Negratín (Cuevas del Campo)
9. Cárcavas de la Rambla del Moral (Cuevas del Campo)
10. Valle del río Gor (deslizamientos rotacionales en Gorafe)
11. Lavas almohadilladas de Alamedilla
12. Discordancia angular de Gorafe[5]
13. Travertinos de los Baños de Alicún (Alicún de las Torres, Villanueva de las Torres)
14. Yacimiento paleontológico Fonelas P-1 (EPVRF)
15. Cerro Jabalcón (Inselberg) (El gran mirador del Geoparque de Granada)
16. Cárcavas del Negratín (Mirador GCVNG Negratín, Freila)[6]
17. Cárcavas de Gorafe (Graben) (Puntal de Don Diego)[7]
18. Cárcavas del Marchal